# Toto et sa soeur en bombe à Bruxelles
Toto et sa soeur en bombe à Bruxelles er en fransk stumfilm fra 1910.